# Emilio Nava
Emilio Nava (Los Ángeles, 2 de diciembre de 2001) es un tenista profesional estadounidense. Durante su etapa juvenil alcanzó la posición 5° del ranking mundial, además de llegar a las finales del Abierto de Australia y el Abierto de Estados Unidos en 2019. Como profesional ganó cinco títulos Challenger: en Shymkent, Modena, Asunción, Concepción y Sarasota.
Es primo del también tenista profesional Ernesto Escobedo, ex top 70 en el ranking ATP.

## Títulos Challenger

### Individuales (5)
| N.º | Fecha               | Torneo                   | Superficie        | Oponente en la final | Resultado            |
| --- | ------------------- | ------------------------ | ----------------- | -------------------- | -------------------- |
| 1.  | 15 de mayo de 2022  | Challenger de Shymkent   | Tierra batida     | Sebastian Fanselow   | 6-4, 7-6 (3)         |
| 2.  | 2 de julio de 2023  | Challenger de Modena     | Tierra batida     | Titouan Droguet      | 6-7(5), 7-6 (6), 6-4 |
| 3.  | 23 de marzo de 2025 | Challenger de Asunción   | Tierra batida     | Thiago Monteiro      | 7-5, 6-3             |
| 4.  | 30 de marzo de 2025 | Challenger de Concepción | Tierra batida     | Nicolás Kicker       | 6-1, 7-6(3)          |
| 5.  | 13 de abril de 2025 | Challenger de Sarasota   | Tierra batida (v) | Liam Draxl           | 6-2, 7-6(2)          |